# Barrio del Artista

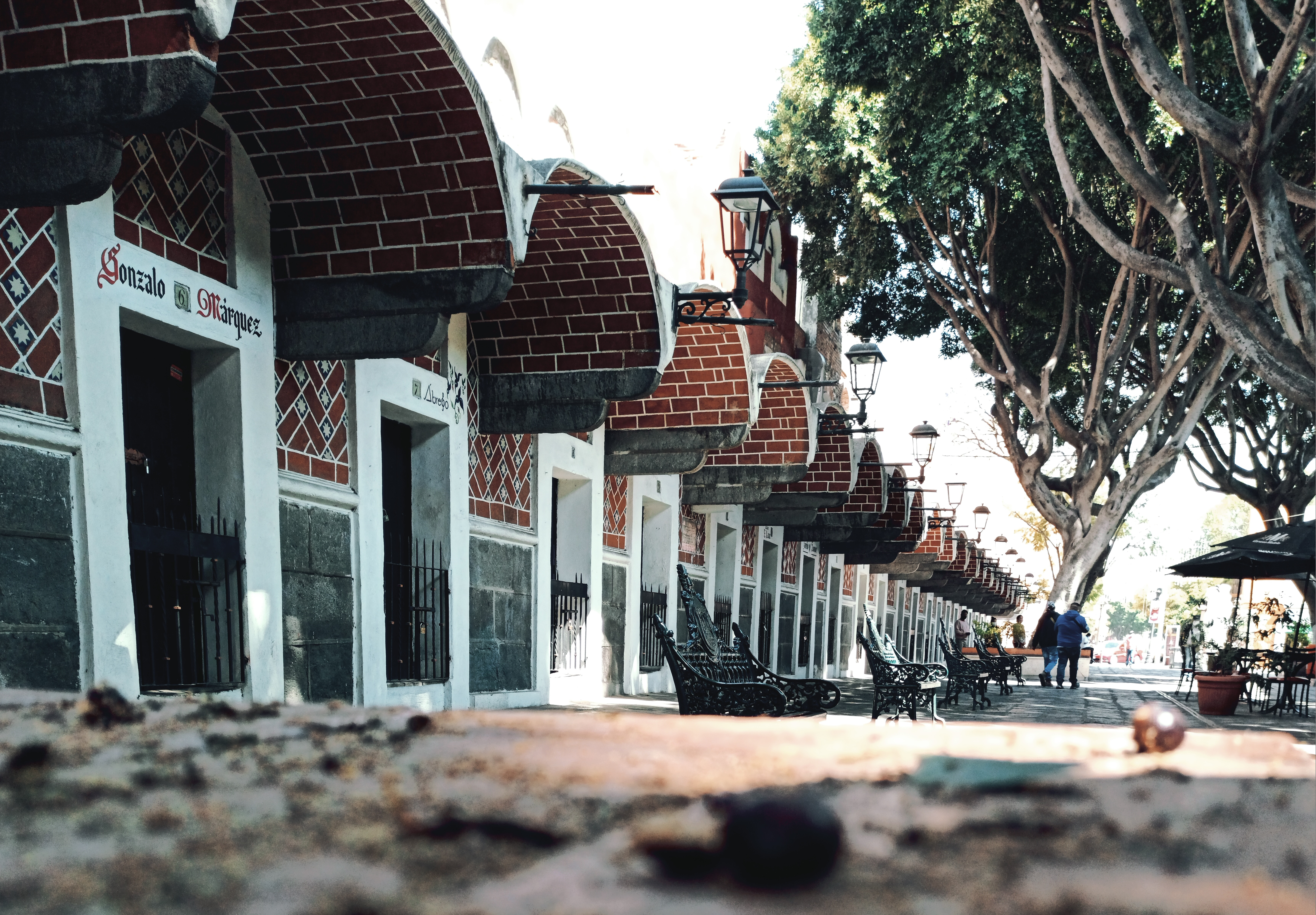
Barrio del Artista

El Barrio del Artista es un espacio artístico en la ciudad de Puebla de Zaragoza en el estado de Puebla. Ubicado en lo que se conoce como Plazuela del Torno o del Factor, los artistas trabajan y exponen su obra a la vista de los turistas y ciudadanos que visitan este corredor. Inicialmente fue un taller para pintores pero con el tiempo se ha abierto a la exposición de otras disciplinas como la danza, música y teatro. La plaza tiene un aire bohemio en el que se han instalado algunos cafés en los que la gente se reúne para admirar el arte.

## Características

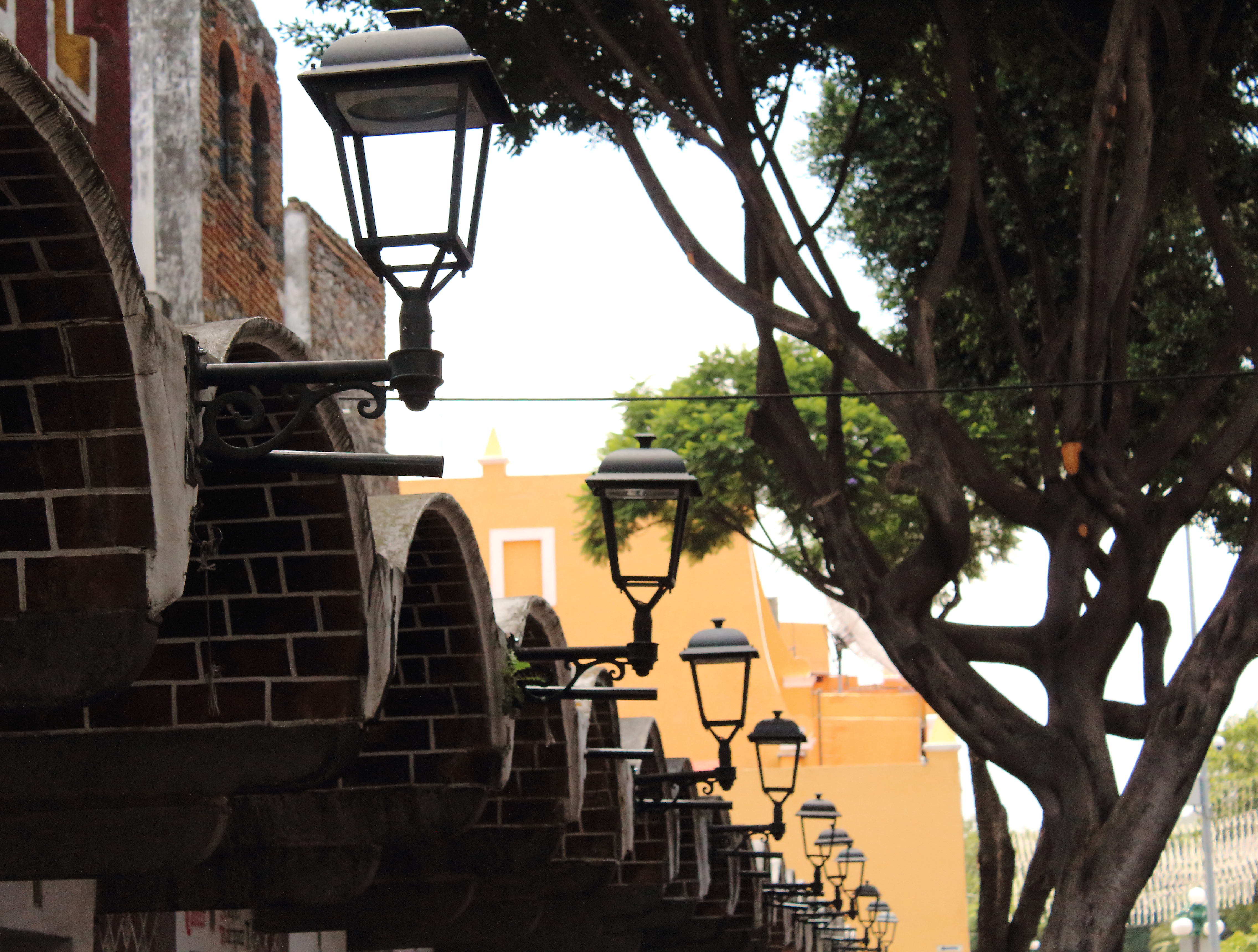
Faros del barrio del artista, Puebla.

La Plazuela del Torno es un paseo colonial que integra en su arquitectura influencias barrocas. Consta de 45 estudios. En la plaza se encuentra una fuente y monumentos de bronce de José Márquez Figueroa, uno de los principales promotores del Barrio del Artista; Rafael Hernández y Bernardo San Cristóbal, autores de la famosa canción "Qué chula es Puebla, también de los poetas poblanos José Recek Saade y María Sánchez Robredo.

## Antecedentes

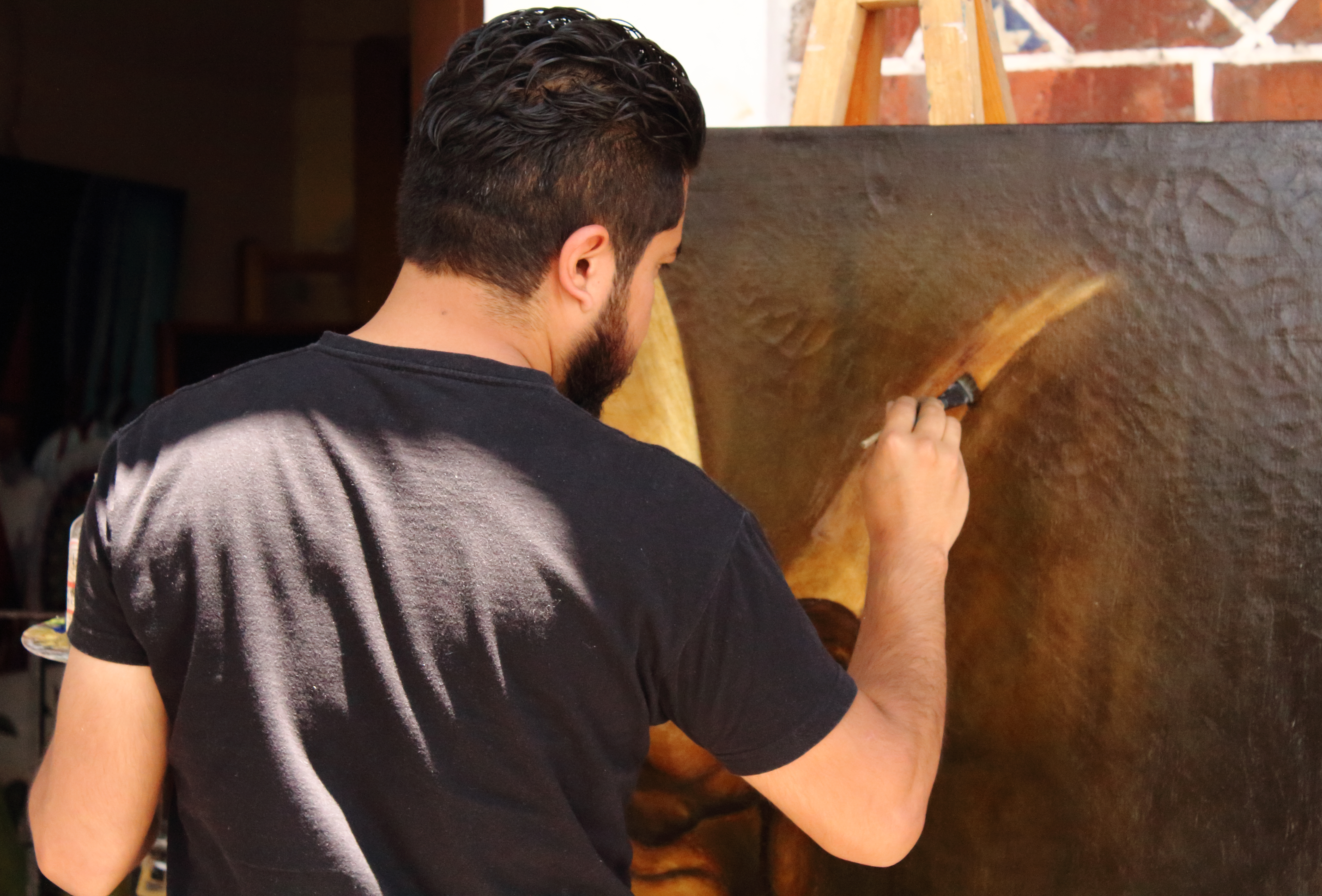
Pintor poblano.

Los hermanos José y Ángel Márquez Figueroa, ambos maestros de la Antigua Academia de Bellas Artes llegaron a dar una clase de pintura al aire libre al Parián en 1940. Imaginaron entonces que ese lugar podría ser un espacio para los jóvenes artistas donde podrían trabajar y desarrollar su obra. Los alumnos que en ese momento estaban por salir de la academia se encargaron de conseguir una entrevista con el Dr. Gonzalo Bautista Castillo, gobernador del Estado, solicitando la cesión del lugar para sus actividades.  
Con el consentimiento de Juan Manuel Treviño, Presidente municipal, se funda la Unión de Artes Plásticas de Puebla y se nombra al Maestro Faustino Salazar García como Presidente de la misma. La primera exposición colectiva de la Unión se presenta el 5 de mayo de 1941.E  1951 se restauró se concedió al conjunto la Casa del Torno. En 1955, siendo Gobernador Rafael Ávila Camacho, se da la custodia de la Plaza del Torno a la Unión, unos años después, debido al auge turístico se construyen la segunda planta y la sala José Luis Rodríguez Alconedo, inaugurada el 5 de mayo de 1962 con motivo del primer centenario de la Batalla de Puebla. La sala albergó en ese momento una magna exhibición con la obra de los grandes artistas de la plástica nacional como Frida Kahlo, José Clemente Orozco, Diego Rivera, entre otros.  

### Fundadores
La Unión de Artes Plásticas de Puebla fue creada gracias al esfuerzo de un grupo de personas que decidieron llevar el arte a la gente. Los socios fundadores del Barrio del Artista fueron:
- José Márquez Figueroa
- Ángel Márquez Figueroa
- Carlos Teodoro Torres
- Faustino Salazar
- Desiderio Hernández Xochitiotzin
- Roberto Castro
- Raúl Fernández Mendoza
- Julieta Sarmiento
- Consuelo Munguía
- Estela Mariscal
- Anita Reyes Alegre
- Eduardo Villanueva
- Carlos Ochoa
- Liberto Puyol
- Nazario Corte
- Juan Castellanos
- Juan Centeno
- Elías Alvarado
- Manuel Morales
- Alfonso Pavelló

## Casa del Torno
La Casa del Torno, ubicada en la calle 8 norte 414, era una sencilla construcción del siglo XVII que se encontraba en una pequeña plazuela llamaba de los "tornos" o del "factor". "En la casa y en los terrenos aledaños se localizaba un rastro de carneros, aprovechando que en ese entonces pasaba a un lado el río San Francisco". Durante este siglo, también se le conocía como Rastros de Carnero, "ya que para 1621 se destinaron dos manzanas para matadero, en sustitución del matadero que hasta 1599 se ubicaba en las calles de Calavera y Libertad". Tenía una ubicación importante, puesto que se encontraba en el punto donde se conectaba a la traza española con el convento de San Francisco, en donde se encontraban los llamados barrios de naturales. Durante el siglo XIX, con en nacimiento de otros rastros en la ciudad, la Casa del Torno y su plazuela fueron convertidos en un conjunto de obrajes de hilados y productos textiles. Debido a su cercanía con el mercado El Parián, que funcionaba como un lugar de abasto para la ciudad, junto con otros dos mercados; las clases cercanas al torno fueron aprovechadas como mesones o casas-habitación. Fue declarada Patrimonio Histórico por el INAH en 1987.  
Cabe mencionar que el nombre de "Los Tornos" tiene su relación con el tipo de obrajes que, como ya se mencionó, existieron: tornos de hilar (posiblemente de lana, de las fábricas de Francisco Puig, en las proximidades). Desde 1869 se le conoce a la calle en donde está ubicada "Calle de los Tornos"; aunque hay documentos y mapas que también la nombran como "Calle y Plazuela del Factor". Hubo un tiempo en que también se le denominó Parían de los Tornos, y en las cuadras aledañas "se asentaba casi toda la población de hilanderas de la ciudad, de los 33 tornos que entonces había".
A partir del Proyecto Paseo de San Francisco (1994), se destruyó su patio para construir el puente que unió el Barrio del Artista con el Centro de Convenciones ubicado en Paseo de San Francisco. En 2012, durante de la administración del gobernador Rafael Moreno Valle, a pesar de la declaración y protección por acuerdos internacionales como patrimonio de la ciudad, se ordenó su demolición para edificar una de las cinco torres por las que pasaría el teleférico. Según testimonios de vecinos y trabajadores del lugar, "se excavó a una profundidad de más de seis metros para cimentar la torre de concreto".